# Charlie McCreevy
Charles „Charlie“ McCreevy, (irsky Cathal Mac Riabhaigh) (30. září 1949, Sallins, Irsko) je irský a evropský politik, bývalý člen Evropské komise.
V letech 1977 až 2004 byl poslancem irského parlamentu za republikánskou stranu Fianna Fáil. Byl také řadu let a na několik postech členem irské vlády. V letech 1992 až 1993 byl ministrem sociální věcí, v letech 1993 až 1994 byl ministrem pro turismus a obchod a v letech 1997 až 2004 ministrem financí.
Listopadu 2004 se stal členem Evropské komise v čele s José Barrosem a jeho portfóliem se staly služby a vnitřní trh. V této funkci setrval až do jmenování nové komise v únoru 2010.